# Dillon Danis
Dillon Danis (Nova Jérsia, 22 de agosto de 1993) é um ex-atleta americano de luta de submissão, artista marcial misto e boxeador profissional. Danis competiu na divisão peso-médio do Bellator MMA. Ele também participou do Campeonato Pan-Americano de Jiu-Jitsu Sem Quimono da IBJJF.
Ele fez sua estreia no MMA no Bellator 198 contra Kyle Walker e venceu por chave de dedo no primeiro round. Em seguida, enfrentou Max Humphreys no Bellator 222 e venceu por chave de braço no primeiro round. Ele esteve envolvido em uma confusão no UFC 229 após Khabib Nurmagomedov jogar seu protetor bucal e escalar a grade, aparentemente pulando em sua direção. Danis foi posteriormente multado em US$ 7.500 e suspenso por 7 meses após o incidente. Ao longo de sua carreira, Danis tornou-se alvo de várias controvérsias devido ao seu comportamento.
No boxe, ele estava escalado para enfrentar o youtuber britânico KSI no MF & DAZN: X Series 004, mas desistiu devido à falta de preparação e treinamento. Em sua estreia no boxe profissional, ele foi derrotado pelo youtuber americano Logan Paul por desqualificação.

## Início de vida
Nascido de uma mãe hispano-hondurenha e um pai armênio, Danis foi criado em Parsippany–Troy Hills, Nova Jersey, e frequentou a Parsippany Hills High School, onde começou a praticar luta livre no primeiro ano, apesar de "não conseguir fazer uma flexão". Ele começou a treinar Jiu-Jitsu Brasileiro aos 15 anos após se envolver em uma briga na escola. Aos 17 anos, Danis começou a fazer viagens à academia de Marcelo Garcia em Nova York e, aos 19 anos, mudou-se para Nova York para perseguir ativamente uma carreira no Jiu-Jitsu Brasileiro. Após vitórias em vários torneios de alto nível, ele recebeu sua faixa preta aos 21 anos.

## Carreira nas artes marciais mistas
Em 2016, Danis ganhou destaque na comunidade de artes marciais mistas quando foi convidado para participar do campo de treinamento do lutador do UFC Conor McGregor como treinador e parceiro de treino antes de sua revanche contra Nate Diaz no UFC 202. Ele continuou a trabalhar com Conor, ajudando-o a se preparar para a luta contra Khabib Nurmagomedov. Devido à sua imagem na mídia antes da luta com Diaz, Marcelo Garcia desvinculou Danis de sua escola.

### Bellator MMA (2018-2019)
Em 2018, Danis foi escalado para fazer sua estreia no MMA no Bellator 198 contra Kyle Walker. Ele venceu a luta com uma chave de dedo no primeiro round. Sua próxima luta foi contra Max Humphreys em 2019, no Bellator 222, em um peso combinado de 79,3kg. Danis venceu a luta com uma chave de braço no primeiro round. Danis estava originalmente escalado para lutar novamente em 2020, contra Kegan Gennrich no Bellator 238. No entanto, antes da luta programada, Danis sofreu uma lesão e foi forçado a desistir.
Danis confirmou em 2023 que tinha duas lutas restantes em seu contrato com o Bellator e pretendia completá-las em 2023, além de pelo menos mais uma luta depois.

### Aposentadoria (2023)
Em 21 de outubro de 2023, foi relatado por Ariel Helwani que Danis havia sido dispensado de seu contrato com o Bellator. Danis tornou-se agente livre e buscou um contrato com o UFC, mas afirmou que não participaria novamente de MMA se não fosse contratado. Um mês após sua saída do Bellator, Danis anunciou sua aposentadoria dos esportes de combate em 15 de novembro de 2023.

### Global Fight League (2025–presente)
A Global Fight League anunciou em 24 de janeiro de 2025 que Danis havia assinado um contrato para retornar ao MMA ainda naquele ano. Seu contrato foi assinado para uma única luta.
Danis estava escalado para enfrentar Tony Ferguson no evento principal do GFL 2, em 25 de maio de 2025. No entanto, os dois primeiros eventos do GFL foram adiados indefinidamente.

### Eventos de grappling
Em 9 de maio de 2015, Danis enfrentou o veterano do UFC Joe Lauzon no Metamoris 6. Danis venceu por estrangulamento D'arce.
Em 29 de outubro de 2016, Danis lutou no Polaris Pro Grappling 4 contra Jackson Sousa. Danis venceu por chave de calcanhar interna. Ele também participou do Polaris 5 em um peso combinado (-78 kg), onde perdeu por decisão dos juízes para Garry Tonon.
Danis possui um registro geral de grappling de 18 vitórias e 16 derrotas, sendo sete vezes campeão de torneios, com onze de suas vitórias por finalização, e apenas uma derrota por finalização.

### Carreira no boxe

#### Luta cancelada com KSI
Em 18 de novembro de 2022, Danis apareceu na coletiva de imprensa para o MF & DAZN: X Series 003, onde confrontou o YouTuber britânico KSI. Durante a transmissão em 19 de novembro, foi anunciado que Danis enfrentaria KSI em 14 de janeiro de 2023, na Wembley Arena, em Londres, Inglaterra, como evento principal do X Series 004. No entanto, Danis desistiu em 4 de janeiro, com Mams Taylor, promotor e organizador do Misfits Boxing, afirmando que o motivo foi que ele estava "subpreparado, sem treinador e possivelmente com dificuldades para atingir o peso". Danis foi substituído pelo YouTuber brasileiro FaZe Clan.

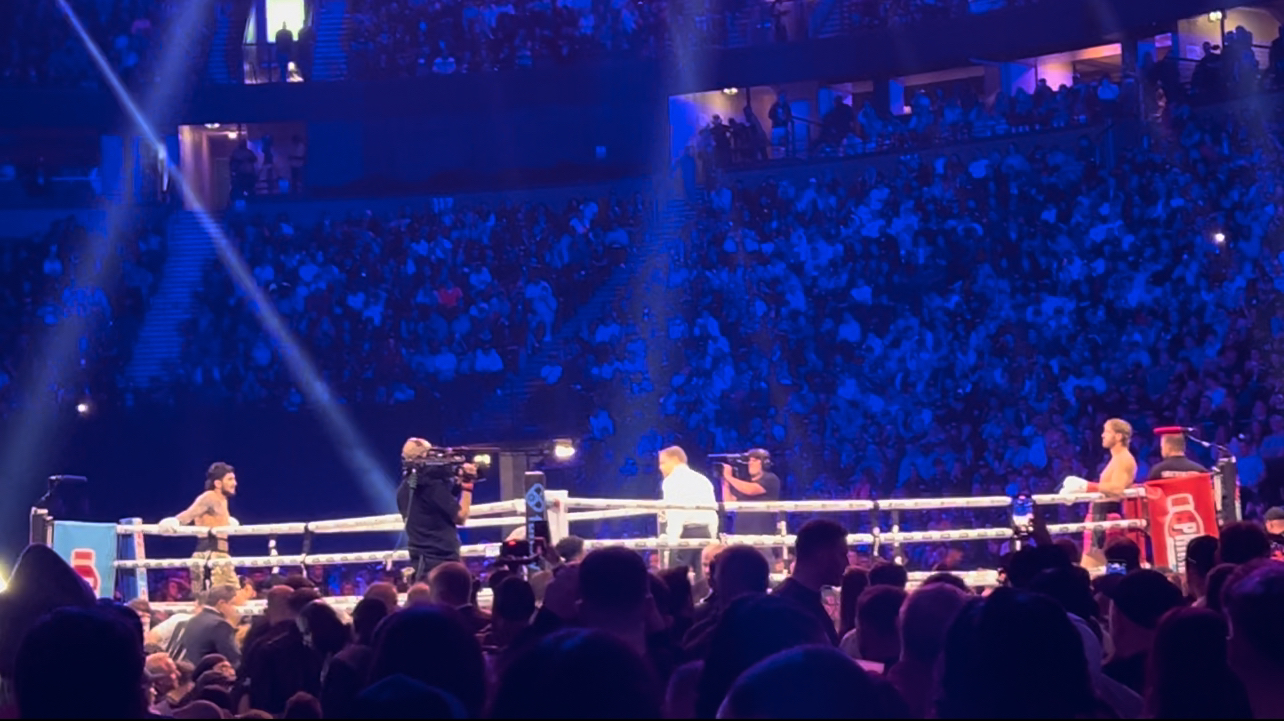
Paul e Danis momentos antes do início de sua luta.

### Danis vs Paul
Em 8 de agosto de 2023, foi anunciado que Danis enfrentaria o YouTuber americano Logan Paul como o segundo evento principal do X Series 10 – The Prime Card, ao lado de KSI vs Tommy Fury, em 14 de outubro, na Manchester Arena, em Manchester, Inglaterra.
Durante a luta, Danis foi desqualificado no sexto round após tentar um derrube e aplicar um estrangulamento ilegal. Imediatamente após, uma briga generalizada começou no ringue, e a segurança interveio. Danis anunciou posteriormente sua intenção de apelar contra a derrota por desqualificação. Em 21 de outubro de 2023, Danis apresentou oficialmente um recurso contra a decisão. A decisão não foi alterada.

### Segunda luta cancelada com KSI
Em 4 de fevereiro de 2025, foi anunciado que a luta de Danis com KSI seria remarcada para 29 de março, como evento principal do X Series 21 – Unfinished Business, na Manchester Arena, em Manchester. Originalmente, KSI estava escalado para enfrentar o ex-jogador de futebol inglês Wayne Bridge, mas a luta foi cancelada após Bridge desistir em 20 de janeiro, resultando na assinatura de Danis como oponente substituto. Em 21 de março, foi anunciado que a luta seria adiada devido a uma doença de KSI. Em 4 de abril, o co-presidente do Misfits Boxing, Mams Taylor, confirmou no X que o X Series 22 – Blinders & Brawls foi transferido de 12 de abril para 16 de maio, sendo o próximo evento, confirmando que o X Series 21 – Unfinished Business não aconteceria mais.

### Conquistas e feitos

#### Jiu-Jitsu Brasileiro
- Campeonato Pan-Americano de Jiu-Jitsu Sem Quimono da IBJJF[45]
  - Faixa roxa médio: 3º lugar (2012)
  - Faixa marrom médio: 2º lugar (2013)
  - Faixa marrom médio: 1º lugar (2014)
  - Faixa preta pesado: 1º lugar (2016)
- IBJJF New York Spring International Open
  - Faixa marrom médio: 2º lugar (2015)
  - Faixa marrom categoria aberta: 1º lugar (2015)
- IBJJF New York Summer International Open
  - Faixa marrom médio: 1º lugar (2014)
- IBJJF Boca Raton International Open
  - Faixa preta médio: 1º lugar (2015)
- Campeonato Mundial de Jiu-Jitsu da IBJJF
  - Faixa marrom médio: 1º lugar (2014)

### Controvérsias

#### Incidente pós-luta Nurmagomedov–McGregor no UFC 229
No UFC 229, Danis, membro da equipe de apoio de Conor McGregor, esteve envolvido em uma confusão quando Khabib Nurmagomedov, após finalizar McGregor, jogou seu protetor bucal em direção à equipe de McGregor e escalou a grade, aparentemente saltando em direção a Danis. Danis respondeu jogando socos contra Khabib antes que uma briga generalizada começasse. O comentarista de longa data do UFC, Joe Rogan, afirmou que Danis estava insultando Nurmagomedov para provocá-lo, dizendo: "Dillon (Danis) estava absolutamente insultando Khabib, dizendo algo para ele e provocando-o, e então Khabib pulou a grade e o atacou". Danis foi posteriormente multado em US$ 7.500 e suspenso por 7 meses após o incidente. Danis não comentou publicamente até 11 de março de 2019, quando disse a Ariel Helwani no podcast ESPN MMA que Khabib começou a provocá-lo no segundo ou terceiro round e foi agressivo durante todo o evento.

#### Prisão em Nova Jersey
Danis foi preso em 18 de setembro de 2021, após se envolver em uma altercação com um segurança fora de uma boate em Nova Jersey, onde foi dominado, contido e finalizado com um estrangulamento. Danis afirmou posteriormente que o segurança e os bartenders da boate foram responsáveis pela altercação e que os policiais o liberaram após cerca de vinte minutos.

#### Acusações de PEDs no ADCC
Em outubro de 2021, Danis acusou o veterano do UFC Jake Shields de oferecer-lhe substâncias dopantes antes do Campeonato Mundial de Submission Fighting da ADCC de 2017.

#### Altercação no UFC 268
Danis foi expulso do local no UFC 268, em 6 de novembro de 2021, após se envolver em uma altercação com o empresário de MMA Ali Abdelaziz, onde foi esbofeteado por Abdelaziz.

### Endosso de golpes com criptomoedas
Em fevereiro de 2023, Stephen "Coffeezilla" Findeisen, um YouTuber conhecido por expor golpes com criptomoedas, acusou Danis de aceitar dinheiro para promover golpes de criptomoedas e NFTs para seus seguidores nas redes sociais sem realizar a devida diligência. A equipe de Findeisen pagou US$ 1.000 a Danis para promover um projeto de NFT falso em sua conta no Twitter, que na verdade continha um link para um site listando 20 projetos de criptomoedas e NFTs que Danis endossou e que Findeisen alega serem golpes. Segundo o Insider, Danis ainda não respondeu às acusações.

### Caso Nina Agdal
Durante a preparação para sua luta de boxe contra Logan Paul em 14 de outubro de 2023, Danis compartilhou continuamente imagens da noiva de Paul, Nina Agdal, nas redes sociais. Agdal entrou com uma ação judicial e, em 8 de setembro, obteve uma ordem de restrição temporária. Em 2024, a representação legal de Danis apresentou uma moção para se retirar do caso.

### Vida pessoal
Em agosto de 2023, Danis anunciou o nascimento de seu primeiro filho, um menino, mas não compartilhou seu nome ou a identidade da mãe de seu filho.
Em 1º de setembro, durante a preparação para sua luta contra Logan Paul, Danis compartilhou a primeira foto de si mesmo segurando seu filho recém-nascido. Apesar de se tornar pai, Danis ainda é conhecido publicamente como solteiro.

## Registros MMA
| Cartel no MMA   |            |           |
| 2 lutas         | 2 vitórias | 0 derrota |
| Por finalização | 2          | 0         |

| Res.    | Cartel | Oponente     | Método                 | Evento       | Data                | Round | Tempo | Local                     | Notas                 |
| ------- | ------ | ------------ | ---------------------- | ------------ | ------------------- | ----- | ----- | ------------------------- | --------------------- |
| Vitória | 2–0    | Max Humphrey | Finalização (armlock)  | Bellator 222 | 2019 de junho de 14 | 1     | 4:28  | Nova York, Estados unidos | Peso casado -79,38 kg |
| Vitória | 1–0    | Kyle Walker  | Finalização (toe hold) | Bellator 198 | 2018 de abril de 28 | 1     | 1:38  | Illinois, Estados Unidos  | Peso casado -79,38 kg |

## Registro Boxe Profissional
| No. | Result  | Record | Opponent   | Type | Round, time | Date               | Location                              | Notes                |
| --- | ------- | ------ | ---------- | ---- | ----------- | ------------------ | ------------------------------------- | -------------------- |
| 1   | Derrota | 0–1    | Logan Paul | DQ   | 6 (6), 2:55 | 14 de outubro 2023 | Manchester Arena, Manchester, England | MF–Professional bout |

## Registro Grappling
| 9 lutas, 5 vitórias, 4 derrotas 0 empates |      |                 |                           |                                               |                     |                            |
| Result                                    | Rec. | Opponent        | Method                    | Event                                         | Date                | Location                   |
| Derrota                                   | 5–4  | Gordon Ryan     | Decisão do árbitro        | ADCC 2017                                     | 23 de setembro 2017 | Espoo, Finlândia           |
| Vitória                                   | 5–3  | Yukiyasu Ozawa  | N/A                       | ADCC 2017                                     | 23 de setembro 2017 | Espoo, Finlândia           |
| Derrota                                   | 4–3  | Mahamed Aly     | N/A                       | ADCC 2017                                     | 23 de setembro 2017 | Espoo, Finlândia           |
| Derrota                                   | 4–2  | Jake Shields    | N/A                       | Submission Underground 4                      | 14 de maio 2017     | Portland, Estados Unidos   |
| Vitória                                   | 4–1  | AJ Agazarm      | N/A                       | Submission Underground 3                      | 29 de janeiro 2017  | Portland, Estados Unidos   |
| Derrota                                   | 3–1  | Max Gimenis     | N/A                       | Copa Podio                                    | 9 de julho 2016     | Buenos Aires, Argentina    |
| Vitória                                   | 3–0  | Joe Lauzon      | Submission (D'Arce Choke) | Metamoris 6                                   | 9 de maio 2015      | Califórnia, Estados Unidos |
| Vitória                                   | 2–0  | Jonathan Satava | N/A                       | 2014 IBJJF World Jiu Jitsu No-Gi Championship | 5 de outubro 2014   | Califórnia, Estados Unidos |

## Lutas transmitidas por pay-per-view
| Nº    | Data               | Luta          | Evento principal | Canal / Emissora | Compras (PPV) | Receita     | Fonte(s) |
| ----- | ------------------ | ------------- | ---------------- | ---------------- | ------------- | ----------- | -------- |
| 1     | 14 de outubro 2023 | Paul vs Danis | Judgement Day    | DAZN             | 1,300,000     | £26,000,000 | [ 63 ]   |
| Total | Total              | Total         | Total            | Total            | 1,300,00      | £26,000,000 |          |